# 2011年瑞士室內賽
2011年瑞士室內賽是一項舉行在室內硬地的網球比賽，這屆賽事為第42屆，屬於2011年ATP世界巡迴賽.舉辦地點在瑞士巴賽爾的500系列賽之一，日期從10月31日到11月6日。

## ATP球員

### 種子
| 國籍     | 球員              | 排名1 | 種子排序 |
| -------- | ----------------- | ----- | -------- |
| 塞爾維亞 | 諾瓦克·喬科維奇   | 1     | 1        |
| 英國     | 安迪·穆雷         | 3     | 2        |
| 瑞士     | 羅傑·費德勒       | 4     | 3        |
| 捷克     | 托馬什·貝爾迪赫   | 7     | 4        |
| 美国     | 馬爾迪·菲什       | 8     | 5        |
| 塞爾維亞 | 揚科·蒂普薩雷維奇 | 13    | 6        |
| 美国     | 安迪·羅迪克       | 14    | 7        |
| 塞爾維亞 | 維克托·特羅伊茨基 | 17    | 8        |

- 種子排序根據2011年10月24日ATP世界排名。

### 其他參賽者
下列球員收到外卡進入會內賽：
- 安迪·穆雷
- 錦織圭
- 唐納·揚

下列球員經由會內賽進入會內賽：
- 詹姆斯·布萊克
- 托比亞斯·卡姆克
- 盧卡斯·古博特
- 麥克爾·拉梅爾

下列球員作為幸運輸球者進入會內賽：
- 馬爾科·丘迪內利
- 米哈伊爾·庫庫什金

## 冠軍

### 單打
羅傑·費德勒  擊敗  錦織圭  6–1、6–3
- 這是費德勒在今年所獲得的第2座冠軍和生涯第68座冠軍。也是在巴塞爾所獲得第5座冠軍，同時也在2006、2007、2008和2010獲得。

### 雙打
米卡埃尔·洛德拉 /  内纳德·齐莫尼奇 def.  马克斯·米尔内 /  丹尼尔·内斯特  6–4、7–5

## 外部連結
- 官方網址

Template:大衛杜夫瑞士網球巡迴賽